# Leicester
För andra betydelser, se Leicester (olika betydelser).

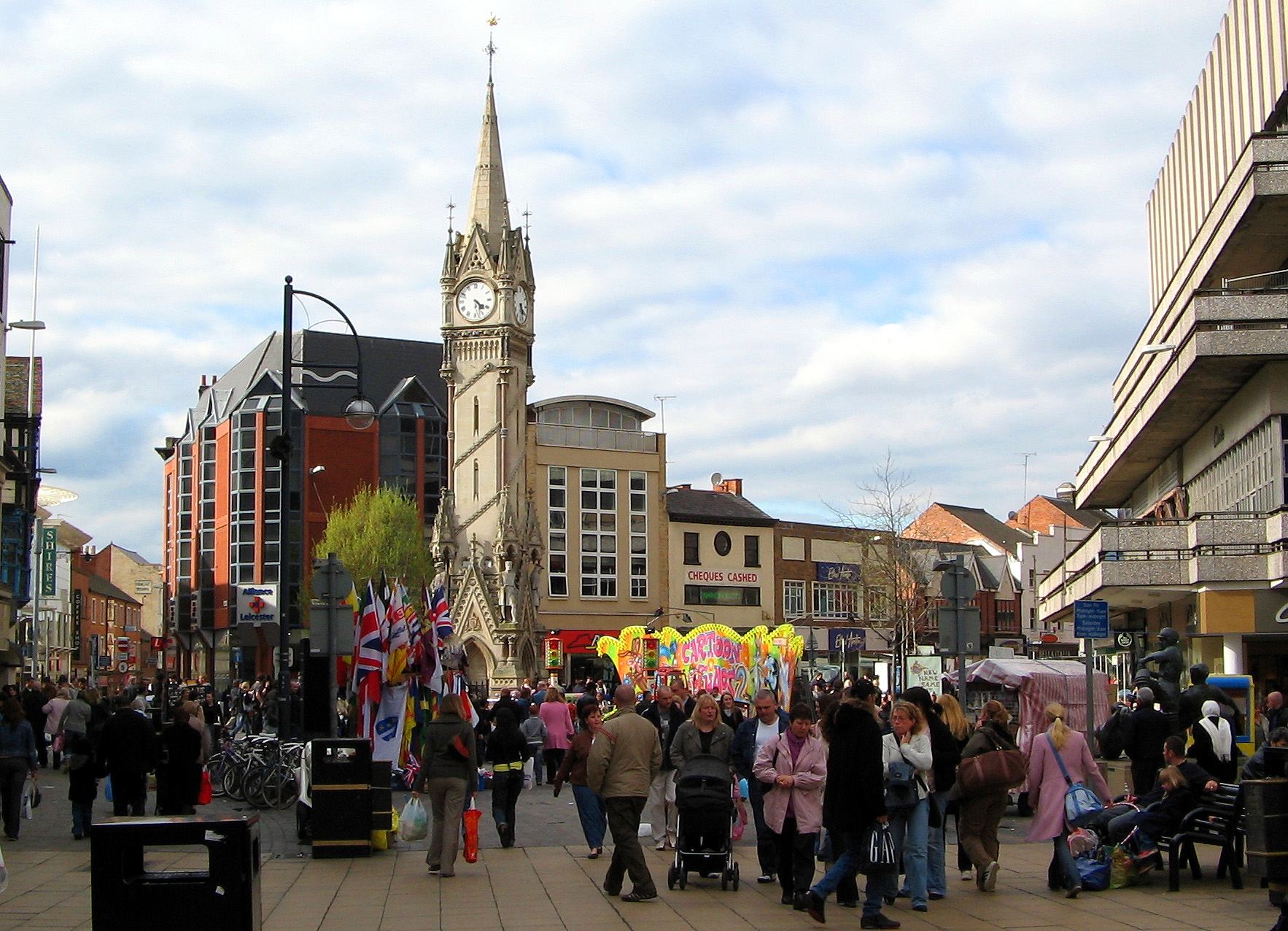
Det berömda klocktornet i centrum.

Leicester (uttalat /ˈlɛstə/) är en stad i Leicestershire i mellersta England i Storbritannien. Den utgör en egen kommun, City of Leicester, med 373 399 invånare (2022).  
Vid folkräkningen 2011 hade Leicester tätort (built-up area), som omfattar ett större område än kommunen, 508 916 invånare. Staden ligger vid floden Soar. Motorvägen M1 går förbi Leicester.
Staden har en mycket stor andel etniska minoriteter, med ursprung främst från Storbritanniens före detta kolonier i Asien. En fjärdedel av befolkningen är född utomlands och ungefär 40 % tillhör olika etniska minoriteter. Det beräknas att Leicester någon gång under 2010-talet kommer att bli den första brittiska stad där ingen folkgrupp är i majoritet.

## Historia
Staden grundades av romarna år 50 och hette då Ratae Corieltauvorum. Staden växte under industrialismen och var under 1800-talet och första halvan av 1900-talet känd som en stad med många industrier inom sko- och strumptillverkning. Idag finns de största industrierna inom livsmedelsbranschen, bland annat chipsföretaget Walkers.
Staden nämndes i Domedagsboken (Domesday Book) år 1086, och kallades då Ledecestre.

## Utbildning
I staden finns två universitet, University of Leicester och De Montfort University, och i grevskapet ytterligare ett, Loughborough University. Sammanlagt har de tre universiteten cirka 60 000 studenter.

## Sport
Fotbollslaget Leicester City FC spelar på King Power Stadium (kapacitet 32 500). Laget vann Premier League 2015/2016. Rugbylaget Leicester Tigers har  sin hemmaplan på Welford Road (kapacitet 24 500) och cricketlaget Leicestershire CC tar emot sina motståndare på Grace Road (kapacitet 12 000).